# ترافيس هافنر
ترافيس هافنر (بالإنجليزية: Travis Hafner)‏ هو لاعب كرة قاعدة أمريكي، ولد في 3 يونيو 1977 في بيتسبرغ في الولايات المتحدة.

## وصلات خارجية
- ترافيس هافنر على موقع دوري كرة القاعدة الرئيسي (الإنجليزية)
- ترافيس هافنر على موقعبيزبول رفرنس.كوم (الدوري الرئيسي) (الإنجليزية)
- ترافيس هافنر على موقعبيزبول رفرنس.كوم (الدوري الثانوي) (الإنجليزية)
- ترافيس هافنر على موقع إي إس بي إن.كوم (أم.أل.بي) (الإنجليزية)
- ترافيس هافنر على موقع مشجعي الرسوم البيانية (الإنجليزية)
- ترافيس هافنر على موقع إن إن دي بي (الإنجليزية)